# Злоховиці
Злоховиці (пол. Złochowice) — село в Польщі, у гміні Опатув Клобуцького повіту Сілезького воєводства.
Населення — 1290 осіб (2011).
У 1975-1998 роках село належало до Ченстоховського воєводства.

## Демографія
Демографічна структура станом на 31 березня 2011 року:
|          | Загалом | Допрацездатний вік | Працездатний вік | Постпрацездатний вік |
| -------- | ------- | ------------------ | ---------------- | -------------------- |
| Чоловіки | 640     | 136                | 422              | 82                   |
| Жінки    | 650     | 114                | 399              | 137                  |
| Разом    | 1290    | 250                | 821              | 219                  |